# Camp de Majdanek
Pour les articles homonymes, voir Majdanek.
Majdanek ou Maïdanek, officiellement le KL Lublin pendant la Seconde Guerre mondiale, est à la fois un centre d'extermination nazi, un camp de prisonniers de guerre (soviétiques et polonais) et un camp de concentration nazi se trouvant à 2 km au sud du centre de la ville polonaise de Lublin. C'est le siège du quartier général de l’Aktion Reinhard sous la direction d'Odilo Globocnik. Il fonctionna de 1941 à 1944 lors de la Shoah en Pologne.

## Description

### Nom
Le nom administratif du camp était « Konzentrationslager Lublin » (camp de concentration de Lublin), mais sa localisation au sud-est du centre-ville nommé Majdan Tatarski ou Majdan tatar (Majdanek, « le petit Majdan »), lui a donné son nom actuel. Le camp est divisé en six quartiers couvrant 273 hectares en 1942.

### Lieu
Contrairement à de nombreux camps nazis, Majdanek n'était pas enfoncé dans une forêt éloignée, caché à la vue par des barrières naturelles, ni entouré par une zone tampon dite « de sécurité » mais placé tout près de la ville. Il fut établi en octobre 1941 suivant les ordres de Heinrich Himmler, à la suite de sa visite à Lublin en juillet de la même année. 

Localisation des camps d'extermination nazis.

### Détenus
En février 1943, il est transformé en camp de concentration et placé sous la direction de la  SS. À cette époque 18 000 Juifs du ghetto de Varsovie y sont transférés en mai 1943 après la liquidation du ghetto. Ils travaillent dans le cadre des industries de l'Est mais sont déportés à l'automne suivant. Le camp fournit une main-d’œuvre d'esclaves pour l'usine de munitions et la fabrique d'armes Steyr-Daimler-Puch. Au plus fort de son activité, il accueille 50 000 prisonniers.

### Chambres à gaz et crématoires
Dans les premiers mois de 1942, des plans furent établis pour agrandir et quintupler sa capacité. Au cours de l'année 1942, des chambres à gaz et des fours crématoires furent construits ; les chambres à gaz ont fonctionné à partir de septembre-octobre 1942 jusqu'à l'automne 1943. C'était un bâtiment en dur avec trois salles en béton munies de portes d'acier étanches ; les SS utilisaient aussi bien le monoxyde de carbone sous forme de bouteilles que le Zyklon B ; selon les archives, près de 7 700 kilos de Zyklon ont été utilisés dans ce but. Le chef des chambres à gaz et des crématoriums, le SS-Hauptscharführer Erich Muhsfeldt, déclare :

« Les convois qui arrivaient étaient toujours soumis à une sélection ; [...] les inaptes au travail étaient toujours asphyxiés dans la chambre à gaz. »

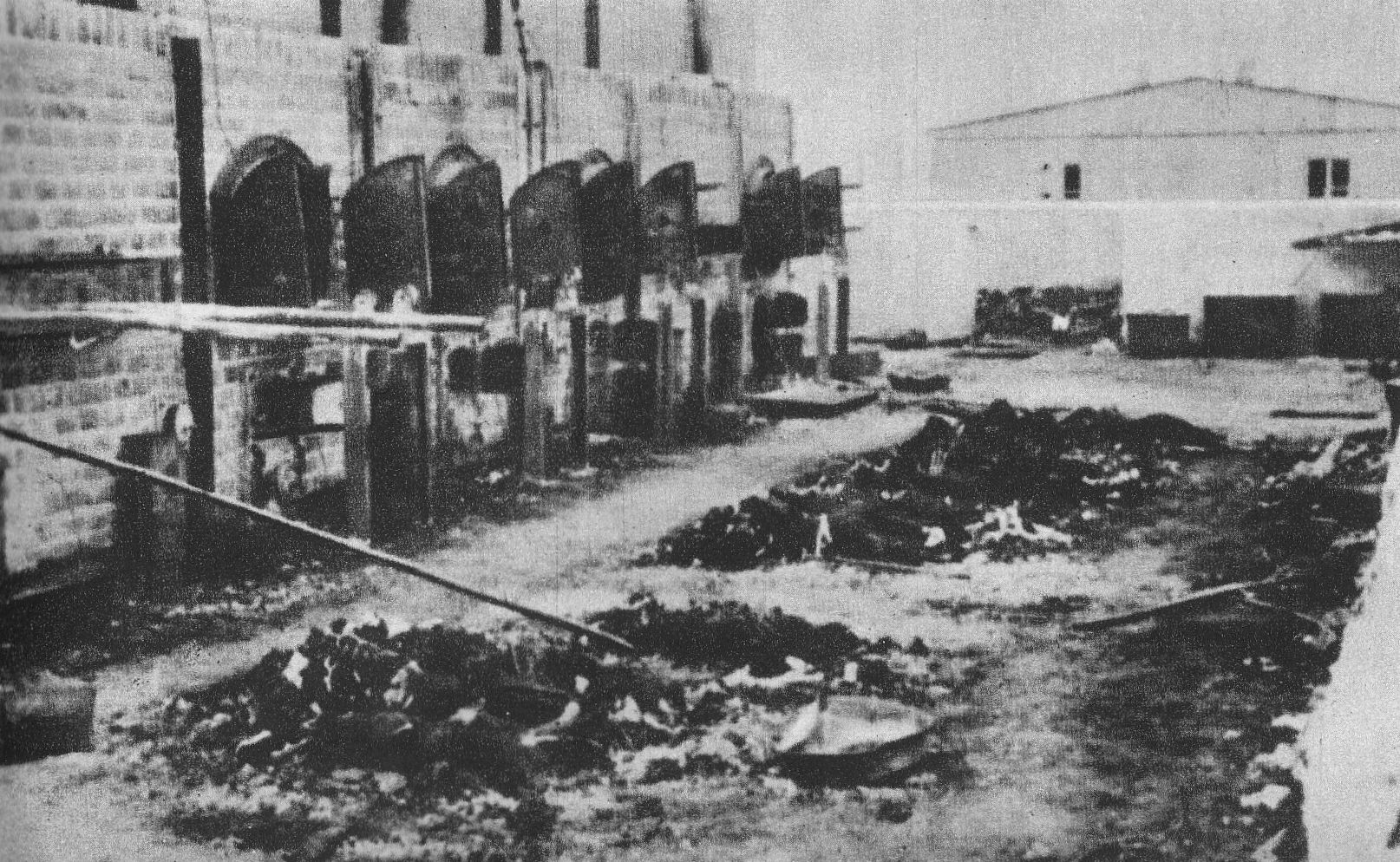
Juillet 1944 : les fours crématoires de Majdanek. Photographie de.

Le médecin polonais des détenus envoie une note secrète :

« Tous les jours on met à mort les faibles, les cachectiques et les inaptes au travail ; du bloc du Revier (infirmerie), j'ai pu observer la marche de ces malheureux vers les chambres à gaz ; hier, plusieurs dizaines d’officiers soviétiques ont été gazés. »

Au printemps 1945, après la libération du camp, différentes instances du Gouvernement provisoire de la République française missionnent le docteur Madeleine Pauliac pour rédiger des rapports sur la situation locale. Elle se rend au camp de Majdanek, où son rapport tente de reconstituer le système d'extermination.
Un résistant français affecté au Sonderkommando des fours crématoires raconte avec une indifférence glaçante comme il a dû dix mois durant enfourner des corps qui certains jours gémissaient et remuaient, et le regard silencieux du cadavre vivant qui le fixe.[réf. nécessaire]

### Autres méthodes
Il existe aussi d'autres manières d'assassiner les déportés : fusillades, piqûres de phénol ou d'évipan (en). Le 3 novembre 1943, dans le cadre de l’Aktion Erntefest, des milliers de Juifs sont fusillés dans des fosses situées derrière les fours crématoires pendant que les haut-parleurs diffusent des valses de Strauss pour couvrir le bruit.

### Fermeture
Le camp fut fermé le 17 juillet 1944 et les prisonniers transférés principalement vers le camp d'Auschwitz. De nombreux documents furent alors détruits et des bâtiments incendiés. Mais lors de l'arrivée de l'Armée rouge (le 23 juillet 1944), la chambre à gaz ainsi que de nombreux baraquements étaient préservés[réf. nécessaire].

### Lieu de mémoire
Pour le mémorial du camp, voir Musée national de Majdanek.

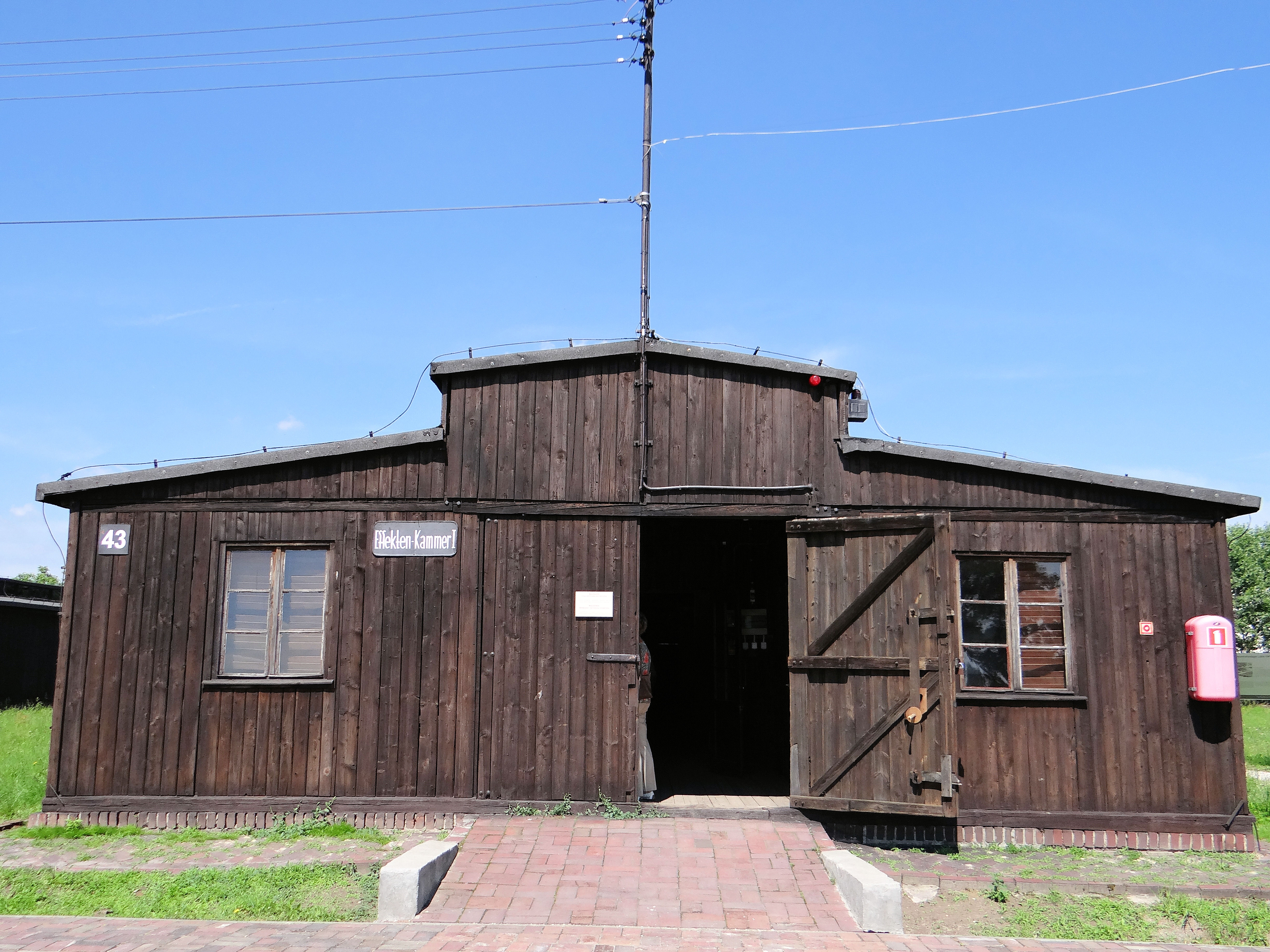
Musée national de Majdanek.

Primo Levi écrit dans Si c'est un homme : « Les Allemands ont liquidé le camp de Lublin : une mitrailleuse aux quatre coins et les baraques incendiées ; le monde civil ne le saura jamais ».
D'après les registres, environ 150 000 personnes sont passées par ce camp venant de plus de 50 pays. Selon les travaux de Tomasz Kranz, directeur du musée national de Majdanek, 78 000 personnes y ont été assassinées dont 59 000 Juifs.
Après la guerre, la Pologne interne dans le camp des milliers de membres de la minorité germanophone, qu'elle prévoit d'expulser vers l'Allemagne.
Aujourd'hui, le camp se visite librement.

## Commandants du camp
1. Karl Otto Koch (septembre 1941 à juillet 1942)
2. Max Koegel (août 1942 à octobre 1942)
3. Hermann Florstedt (octobre 1942 à septembre 1943)
4. Martin Weiss (septembre 1943 à mai 1944)
5. Arthur Liebehenschel (mai 1944 au 22 juillet 1944)

## Quelques déportés notoires
- Ernst Bachrich
- Halina Birenbaum
- Abraham Mordkhine
- Samuel Pisar
- Ester Wajcblum
- Daniel Trocmé[9]

## Photographies du camp

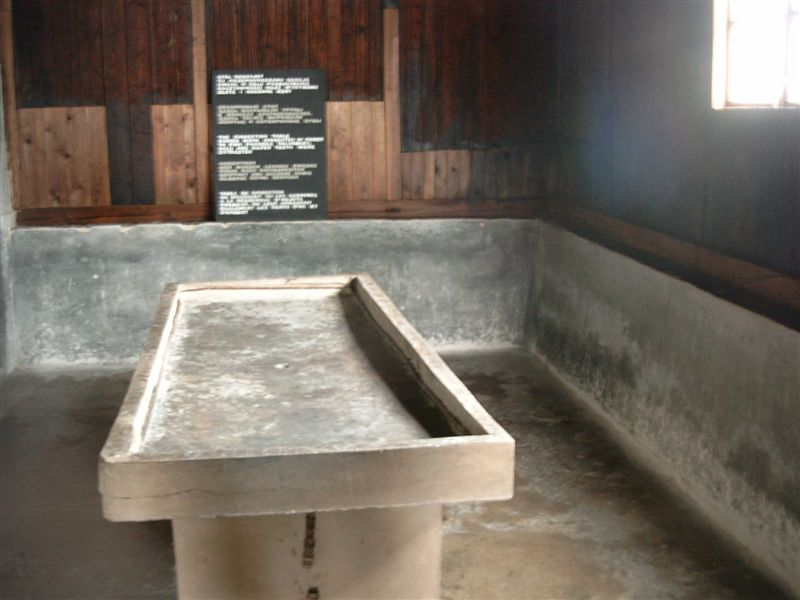
Table de dissection pour les « expérimentations » sur les détenus.
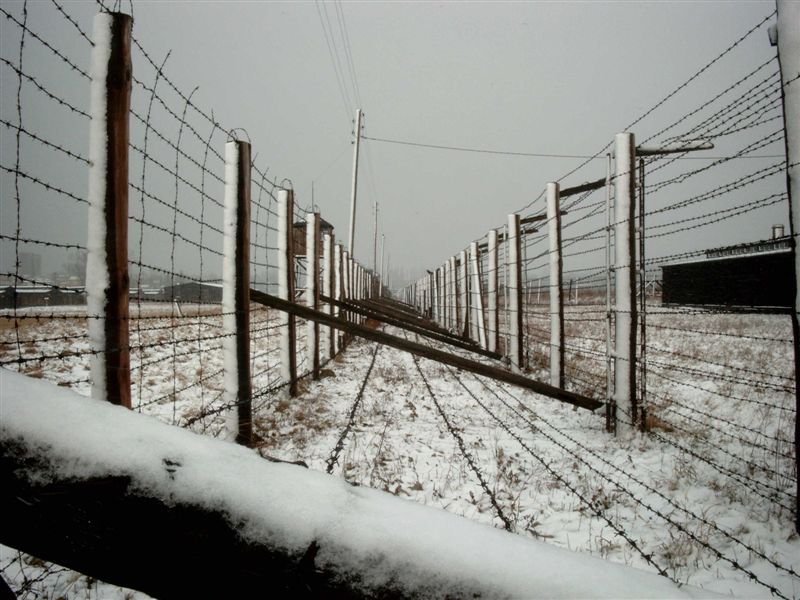
Barrières de sécurité.
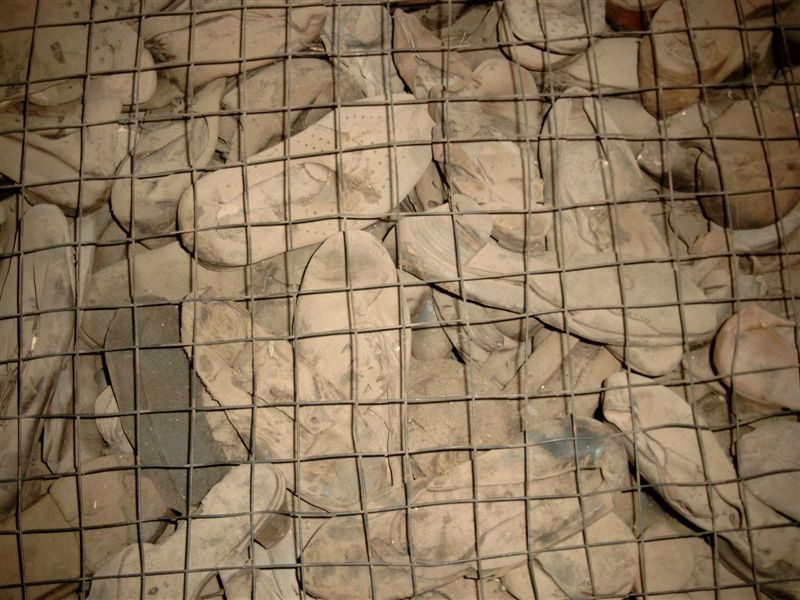
Chaussures de prisonniers.
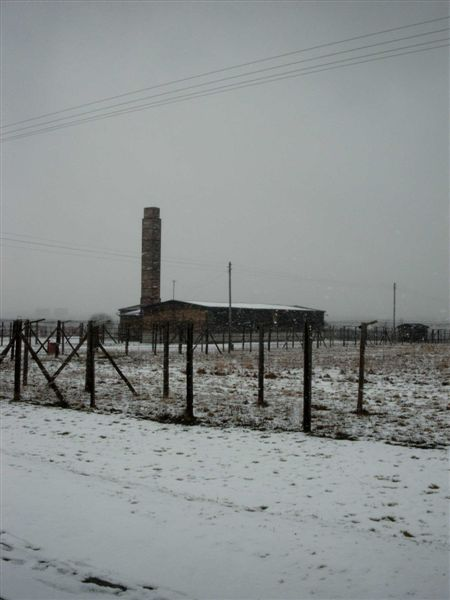
Vue en hiver.
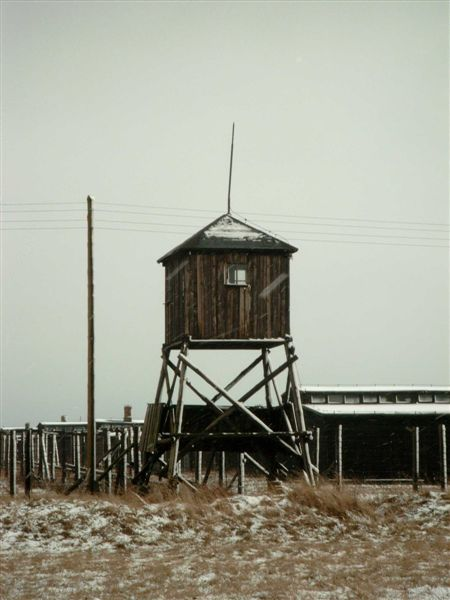
Mirador du camp.
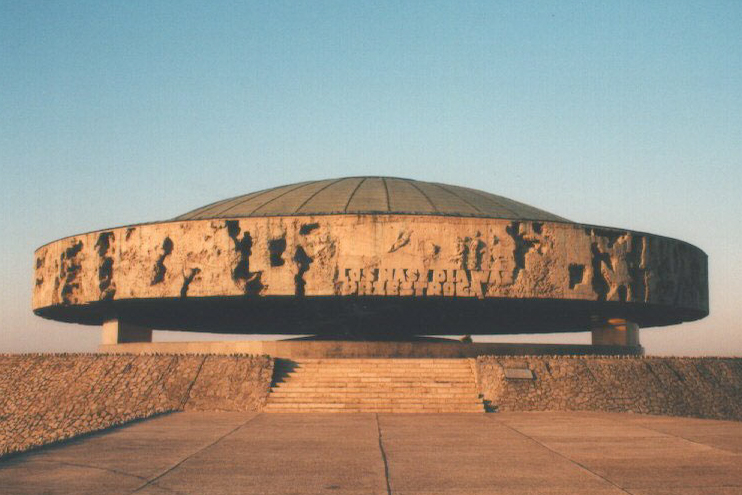
Mausolée du camp.
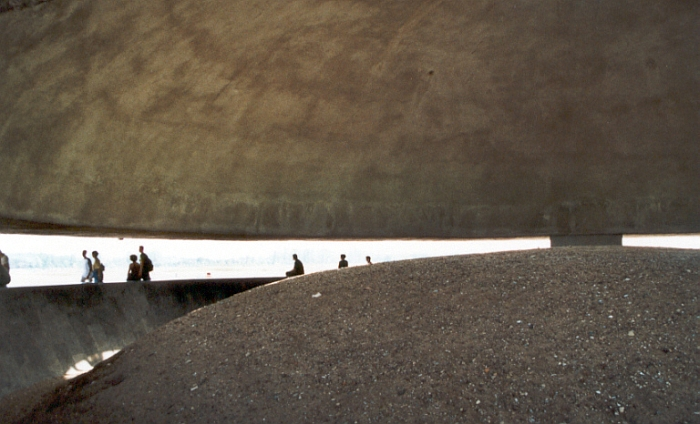
Mausolée du camp.
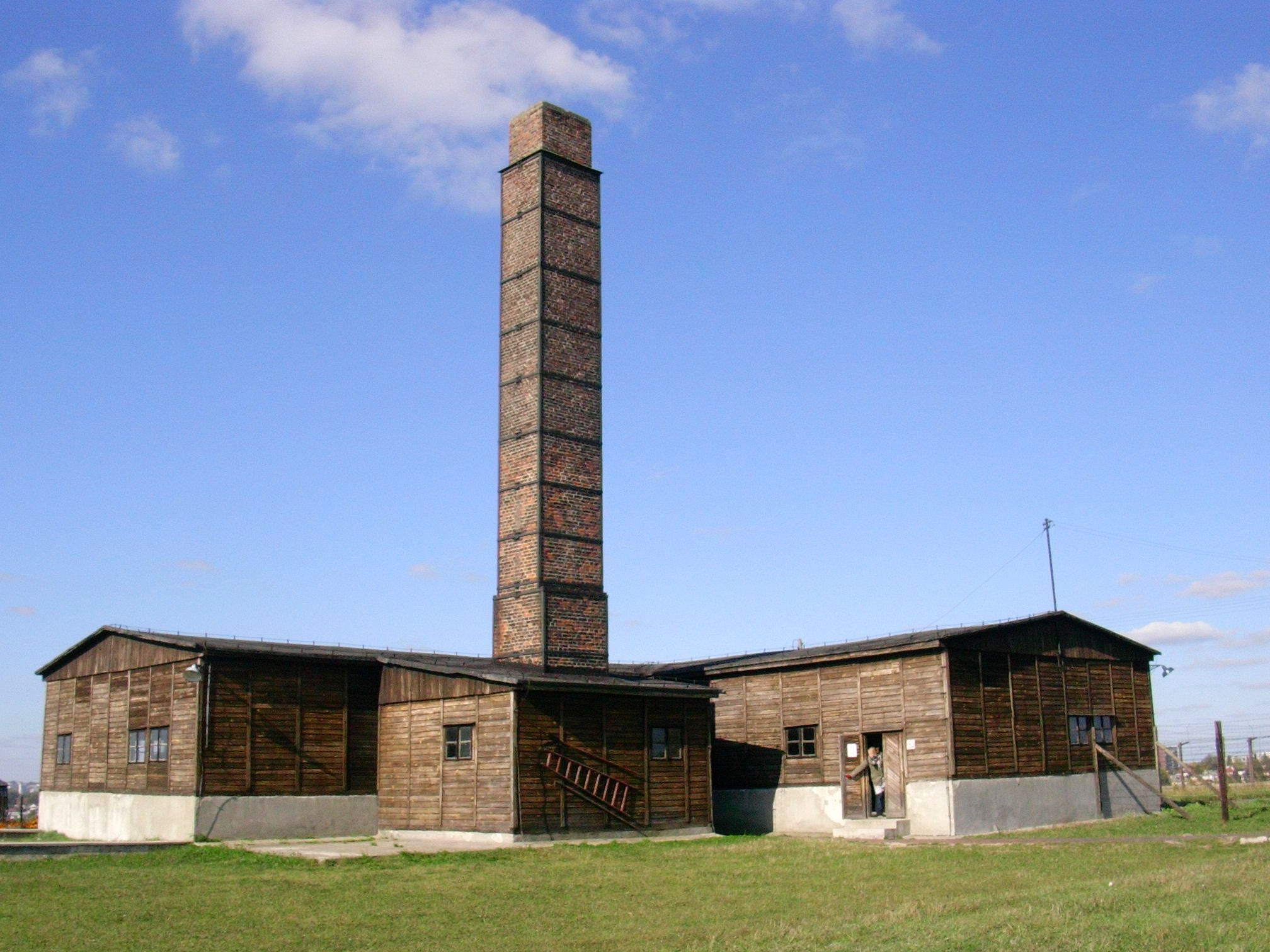
Crématorium du camp.